# Nueva Valencia
Nueva Valencia is een gemeente in de Filipijnse provincie Guimaras. Bij de laatste census in 2007 had de gemeente ruim 35 duizend inwoners.

## Geografie

### Bestuurlijke indeling
Nueva Valencia is onderverdeeld in de volgende 20 barangays:
| - Cabalagnan - Calaya - Canhawan - Dolores - Guiwanon - Igang - Igdarapdap - La Paz - Lanipe - Lucmayan | - Magamay - Napandong - Pandaraonan - Panobolon - Poblacion - Salvacion - San Antonio - San Roque - Santo Domingo - Tando |

## Demografie
Nueva Valencia had bij de census van 2007 een inwoneraantal van 35.026 mensen. Dit zijn 4.310 mensen (14,0%) meer dan bij de vorige census van 2000. De gemiddelde jaarlijkse groei komt daarmee uit op 1,83%, hetgeen lager is dan het landelijk jaarlijks gemiddelde over deze periode (2,04%).